# IJsland op het Eurovisiesongfestival 2019

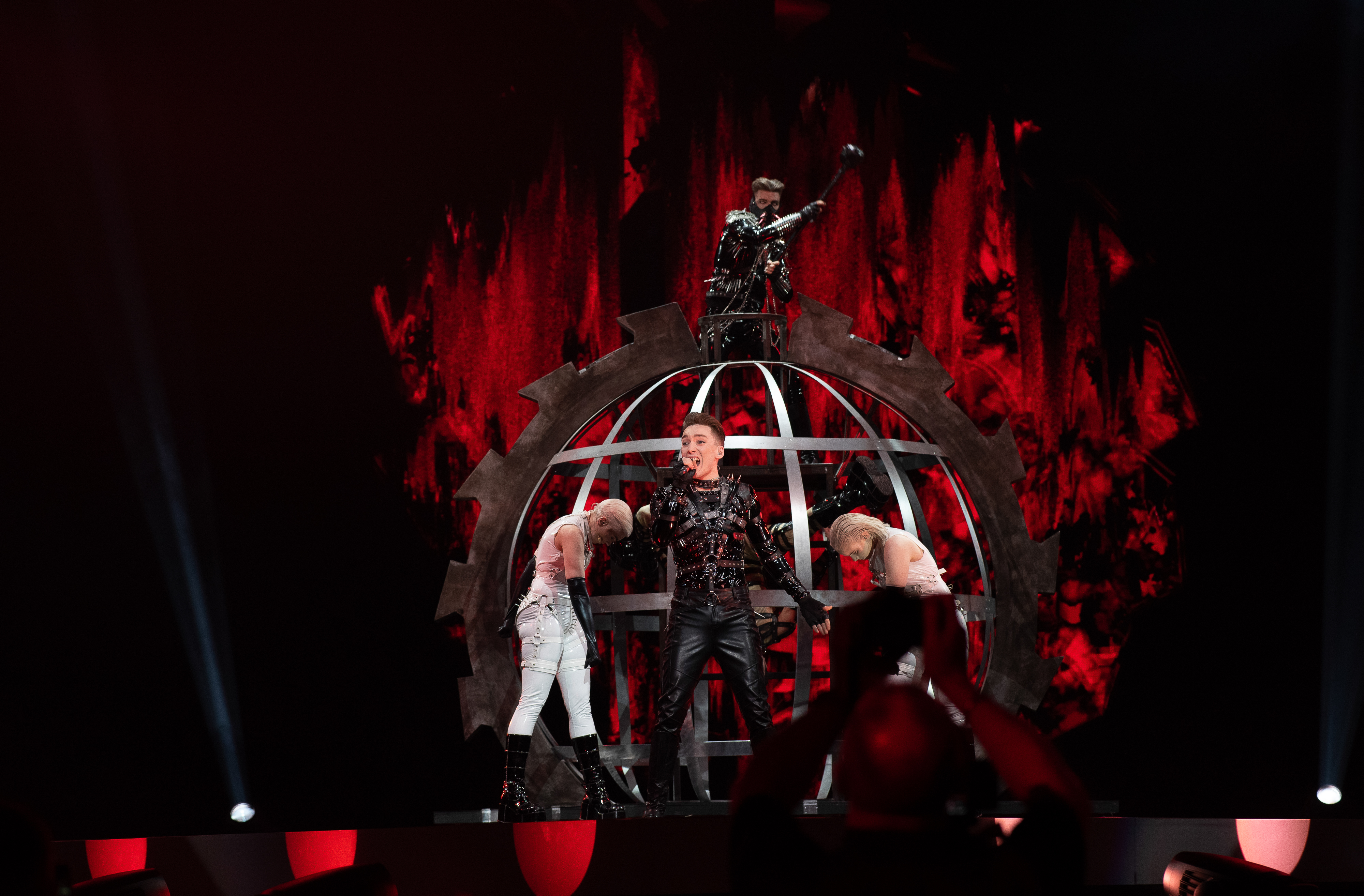
Hatari tijdens de repetities voor de eerste halve finale in Rotterdam.

IJsland deed mee aan het Eurovisiesongfestival 2019 in Tel Aviv, Israël. De nationale omroep RÚV was verantwoordelijk voor de bijdrage, die werd gekozen door de IJslandse preselectie Söngvakkepin. Deze werd gewonnen door Hatari.

## Eerdere deelnames aan het Eurovisiesongfestival
IJsland deed voor het eerst mee aan het Eurovisiesongfestival in 1986. IJsland werd drie keer achter elkaar zestiende, met in 1989 een dieptepunt, de laatste plaats. In 1990 ging het beter, de IJslandse groep Stjórnin trad aan en werd vierde. Jarenlang deed IJsland het wisselvallig, met als hoogtepunten 1999 en 2009, toen IJsland allebei de keren tweede werd. Sinds de invoering van de halve finale in 2004 wist IJsland zich 7 keer op rij te kwalificeren, in 2008-2014. In 2015-2018 lukte dat niet, ze werden in 2018 zelfs laatste in de halve finale.

## Söngvakkepin 2019
De halve finales van Söngvakkepin waren op 9 en 16 februari.

### Halve finale 1
In deze halve finale deed Hera Björk mee. Zij was achtergrondzangeres bij de IJslandse inzendingen in 2008, 2009 en 2015. Ze stond in 2010 zelf op het podium met het lied Je ne sais quoi. Ze haalde de finale, maar werd teleurstellend negentiende.
| Halve finale 1 – 9 februari 2019 | Halve finale 1 – 9 februari 2019 | Halve finale 1 – 9 februari 2019 | Halve finale 1 – 9 februari 2019 | Halve finale 1 – 9 februari 2019 | Halve finale 1 – 9 februari 2019 |
| Volgorde                         | Artiest                          | Liedje                           | Televote                         | Plaats                           | Resultaat                        |
| -------------------------------- | -------------------------------- | -------------------------------- | -------------------------------- | -------------------------------- | -------------------------------- |
| 1                                | Hatari                           | "Hatrið mun sigra"               | 12.069                           | 1                                | Gekwalificeerd                   |
| 2                                | Þórdís Imsland                   | "Nú og hér"                      | 4.271                            | 4                                | Afgevallen                       |
| 3                                | Daníel Óliver                    | "Samt ekki"                      | 2.198                            | 5                                | Afgevallen                       |
| 4                                | Kristina Skoubo Bærendsen        | "Ég á mig sjálf"                 | 4.779                            | 3                                | Wildcard                         |
| 5                                | Hera Björk                       | "Eitt andartak"                  | 8.408                            | 2                                | Gekwalificeerd                   |

### Halve finale 2
In deze halve finale deed Friðrik Ómar mee. Hij was achtergrondzanger in 2009 voor IJsland, en was lid van de eurodancegroep Euroband, die IJsland op het Eurovisiesongfestival 2008 vertegenwoordigde. Ze haalden de finale en werden er 14e.
| Halve finale 2 – 16 februari 2019 | Halve finale 2 – 16 februari 2019 | Halve finale 2 – 16 februari 2019 | Halve finale 2 – 16 februari 2019 | Halve finale 2 – 16 februari 2019 | Halve finale 2 – 16 februari 2019 |
| Volgorde                          | Artiest                           | Liedje                            | Televote                          | Plaats                            | Resultaat                         |
| --------------------------------- | --------------------------------- | --------------------------------- | --------------------------------- | --------------------------------- | --------------------------------- |
| 1                                 | Elli Grill, Skaði, Glymur         | "Jeijó, keyrum alla leið"         | 2.572                             | 5                                 | Afgevallen                        |
| 2                                 | Ívar Daníels                      | "Þú bætir mig"                    | 3.519                             | 3                                 | Afgevallen                        |
| 3                                 | Heiðrún Anna Björnsdóttir         | "Helgi"                           | 2.772                             | 4                                 | Afgevallen                        |
| 4                                 | Tara Mobee                        | "Betri án þín"                    | 3.819                             | 2                                 | Gekwalificeerd                    |
| 5                                 | Friðrik Ómar                      | "Hvað ef ég get ekki elskað?"     | 14.968                            | 1                                 | Gekwalificeerd                    |

### Finale
| Finale – 2 maart 2019 | Finale – 2 maart 2019     | Finale – 2 maart 2019         | Finale – 2 maart 2019 | Finale – 2 maart 2019 | Finale – 2 maart 2019 | Finale – 2 maart 2019 | Finale – 2 maart 2019 | Finale – 2 maart 2019 |
| Volgorde              | Artiest                   | Liedje                        | Jury                  | Televote              | Totaal                | Plaats                | Resultaat             |                       |
| --------------------- | ------------------------- | ----------------------------- | --------------------- | --------------------- | --------------------- | --------------------- | --------------------- | --------------------- |
| 1                     | Friðrik Ómar              | "Hvað ef ég get ekki elskað?" | 21.061                | 25.356                | 46.417                | 2                     | Gekwalificeerd        |                       |
| 2                     | Kristina Skoubo Bærendsen | "Mama Said"                   | 20.582                | 17.391                | 37.937                | 3                     | Afgevallen            |                       |
| 3                     | Tara Mobee                | "Fighting for Love"           | 16.274                | 3.170                 | 19.444                | 5                     | Afgevallen            |                       |
| 4                     | Hera Björk                | "Moving On"                   | 20.102                | 9.488                 | 29.590                | 4                     | Afgevallen            |                       |
| 5                     | Hatari                    | "Hatrið mun sigra"            | 24.891                | 47.513                | 72.404                | 1                     | Gekwalificeerd        |                       |

| Superfinale – 2 maart 2019 | Superfinale – 2 maart 2019 | Superfinale – 2 maart 2019    | Superfinale – 2 maart 2019 | Superfinale – 2 maart 2019 | Superfinale – 2 maart 2019 | Superfinale – 2 maart 2019 |
| Volgorde                   | Artiest                    | Liedje                        | Televote                   | Televote                   | Televote                   | Plaats                     |
| Volgorde                   | Artiest                    | Liedje                        | Eerste ronde               | Tweede ronde               | Totaal                     | Plaats                     |
| -------------------------- | -------------------------- | ----------------------------- | -------------------------- | -------------------------- | -------------------------- | -------------------------- |
| 1                          | Friðrik Ómar               | "Hvað ef ég get ekki elskað?" | 46.417                     | 52.134                     | 98.551                     | 2                          |
| 2                          | Hatari                     | "Hatrið mun sigra"            | 72.404                     | 62.088                     | 134.492                    | 1                          |

| Gedetailleerde jurystemmen | Gedetailleerde jurystemmen    | Gedetailleerde jurystemmen | Gedetailleerde jurystemmen | Gedetailleerde jurystemmen | Gedetailleerde jurystemmen | Gedetailleerde jurystemmen | Gedetailleerde jurystemmen | Gedetailleerde jurystemmen | Gedetailleerde jurystemmen | Gedetailleerde jurystemmen | Gedetailleerde jurystemmen | Gedetailleerde jurystemmen | Gedetailleerde jurystemmen |
| Volgorde | Liedje                        | België                     | Tsjechië                   | Zweden                     | Noorwegen                  | Griekenland                | Azerbeidzjan               | Denemarken                 | IJsland                    | IJsland                    | IJsland                    | Totaal                     |                            |
| --- | ----------------------------- | -------------------------- | -------------------------- | -------------------------- | -------------------------- | -------------------------- | -------------------------- | -------------------------- | -------------------------- | -------------------------- | -------------------------- | -------------------------- | -------------------------- |
| 1 | "Hvað ef ég get ekki elskað?" | 1.915                      | 1.915                      | 1.675                      | 2.872                      | 2.393                      | 1.436                      | 2.393                      | 1.675                      | 1.915                      | 2.872                      | 21.061                     |                            |
| 2 | "Mama Said"                   | 1.436                      | 2.393                      | 2.872                      | 1.915                      | 1.915                      | 1.915                      | 1.675                      | 2.393                      | 2.393                      | 1.675                      | 20.582                     |                            |
| 3 | "Fighting for Love"           | 1.675                      | 1.436                      | 1.915                      | 1.675                      | 1.436                      | 1.675                      | 1.915                      | 1.436                      | 1.675                      | 1.436                      | 16.274                     |                            |
| 4 | "Moving On"                   | 2.393                      | 1.675                      | 2.393                      | 2.393                      | 1.675                      | 2.393                      | 1.436                      | 1.915                      | 1.436                      | 2.393                      | 20.102                     |                            |
| 5 | "Hatrið mun sigra"            | 2.872                      | 2.872                      | 1.436                      | 1.436                      | 2.872                      | 2.872                      | 2.872                      | 2.872                      | 2.872                      | 1.915                      | 24.891                     |                            |
| Juryleden |                               |                            |                            |                            |                            |                            |                            |                            |                            |                            |                            |                            |                            |
| - België – Birgit Simal - Tsjechië – Jan Bors - Zweden – Karin Gunnarsson - Noorwegen – Anders M. Tangen - Griekenland – Eleni Foureira - Azerbeidzjan – Konstantin Hudov - Duitsland – Molly Plank - IJsland – Þorsteinn Hreggviðsson - IJsland – Sigríður Thorlacius - IJsland – Haraldur Freyr Gíslason |                               |                            |                            |                            |                            |                            |                            |                            |                            |                            |                            |                            |                            |

## In Tel Aviv
De bookmakers verwachtten veel van de IJslandse inzending: een zesde plaats. Hatari had een act met vuurwerk, rook en ze droegen BDSM-achtige kostuums. In het midden stond een grote metalen bol, waar de drummer tegenaan sloeg. IJsland trad op in de eerste halve finale als dertiende, na Australië en voor Estland. Ze eindigden als derde, bij het publiek werden ze eerste en mochten dus door naar de finale.
In de finale traden ze als zeventiende op, na Michael Rice uit het Verenigd Koninkrijk en alweer voor de Estische inzending. Ze werden 10de in de finale, met 186 van de televoting en 46 van de jury's, in totaal dus 232 punten. Hatari kreeg drie keer de 12 punten, van de Finse, Hongaarse en Poolse televoters. Tijdens de puntentelling was er wat commotie. Toen de IJslanders gefilmd werden, lieten ze Palestijnse vlaggen zien in de green room. Dit ligt uiterst gevoelig vanwege het Israëlisch-Palestijns conflict. De vertoning leidde tot boegeroep uit de zaal. In september 2019 legde de EBU de IJslandse openbare omroep een boete van 5000 euro op voor dit incident.
1986 · 1987 · 1988 · 1989 · 1990 · 1991 · 1992 · 1993 · 1994 · 1995 · 1996 · 1997 · 1998 · 1999 · 2000 · 2001 · 2002 · 2003 · 2004 · 2005 · 2006 · 2007 · 2008 · 2009 · 2010 · 2011 · 2012 · 2013 · 2014 · 2015 · 2016 · 2017 · 2018 · 2019 · 2020 · 2021 · 2022 · 2023 · 2024 · 2025
Albanië · Armenië · Australië · Azerbeidzjan · België · Cyprus · Denemarken · Duitsland · Estland · Finland · Frankrijk · Georgië · Griekenland · Hongarije · Ierland · IJsland · Israël · Italië · Kroatië · Letland · Litouwen · Malta · Moldavië · Montenegro · Nederland · Noord-Macedonië · Noorwegen · Oostenrijk · Polen · Portugal · Roemenië · Rusland · San Marino · Servië · Slovenië · Spanje · Tsjechië · Verenigd Koninkrijk · Wit-Rusland · Zweden · Zwitserland